# Oberammergau

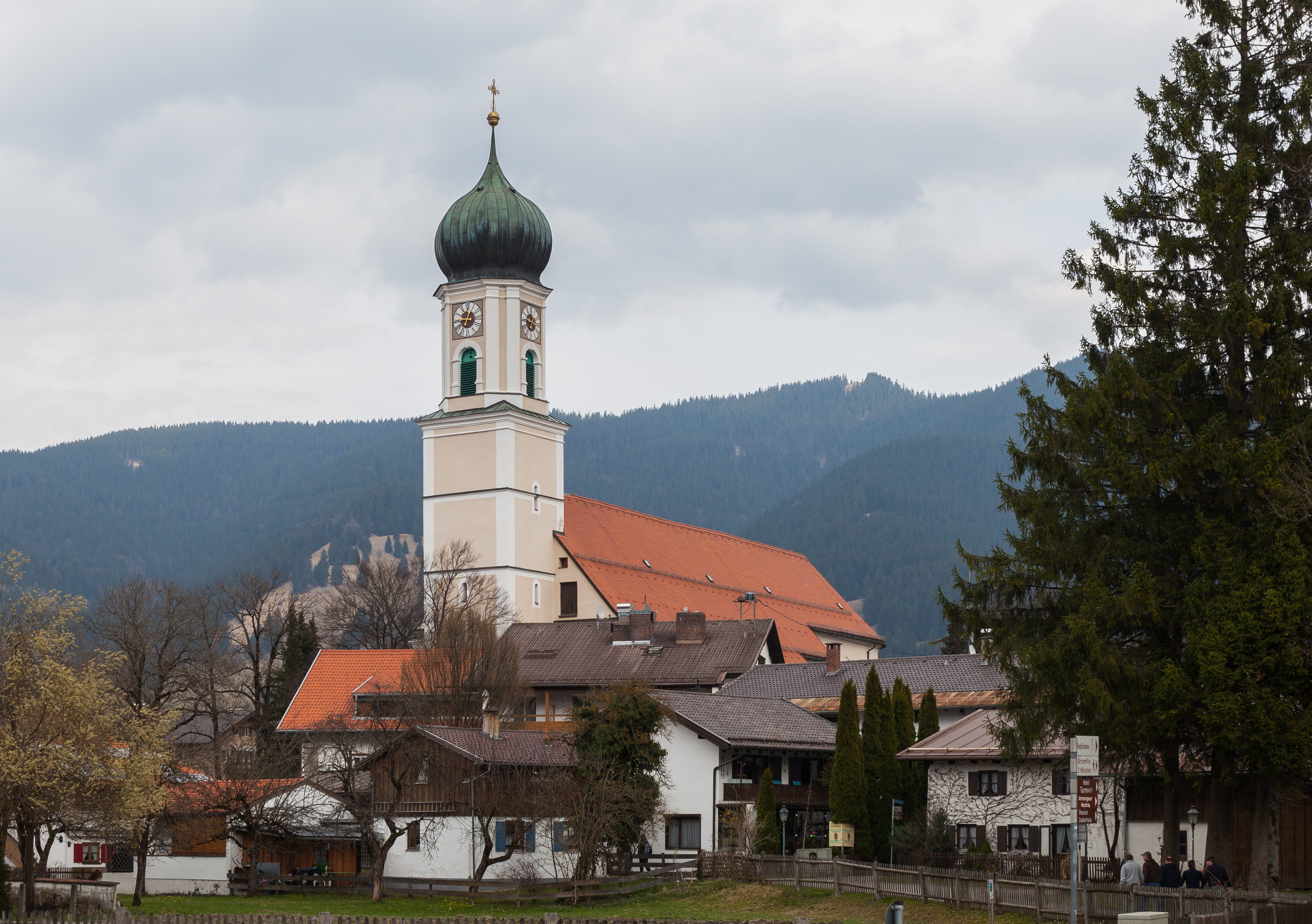
Iglesia de San Pedro y Pablo.

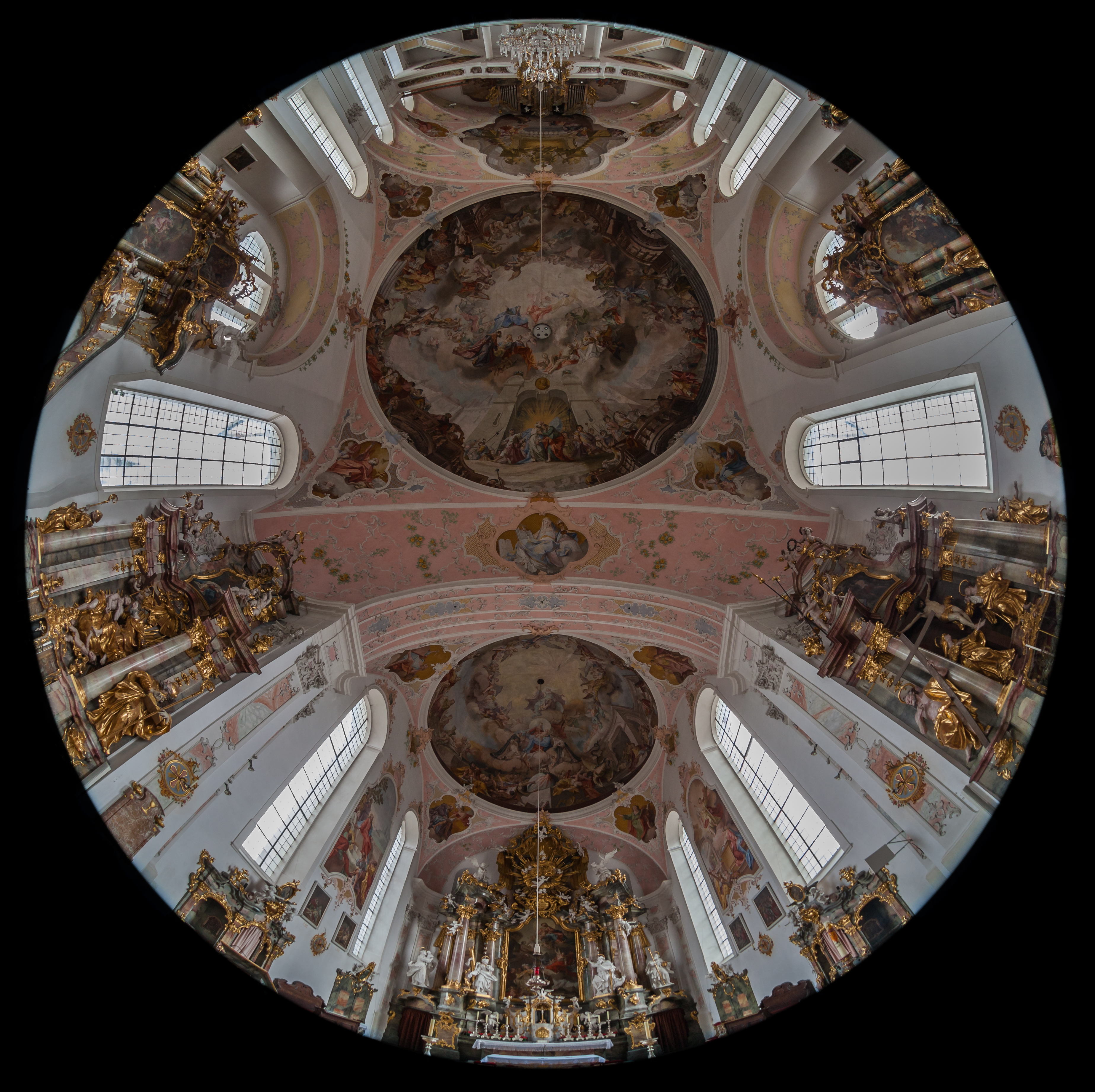
Vista superior del interior de la iglesia

Oberammergau es un municipio del distrito de Garmisch-Partenkirchen en el estado federado de Baviera, Alemania. Está localizado en el valle del río Ammer. Oberammergau es conocida sobre todo, por su escenificación de la pasión de Cristo cada diez años.

## Historia
En el año 1633, durante una epidemia de peste, los habitantes del pueblo juraron llevar a cabo una escenificación periódica de la pasión de Cristo si eran protegidos de la enfermedad. Este hecho fue el origen de la hoy mundialmente famosa tradición, que se realizó por primera vez en 1634. La escenificación se realiza cada diez años, con la participación de hasta 2000 habitantes del pueblo.
Desde 1953 existe en Oberammergau una escuela militar de la OTAN que ofrece cursos en las áreas de medio ambiente, inteligencia, logística y operaciones. Allí fue estacionada la Organización Gehlen .

## Arte tradicional
Oberammergau es también conocida por la alta calidad y cantidad de frescos en las fachadas de varias de sus casas, conocidos con el nombre alemán de "Lüftlmalerei" y que son comunes en alta Baviera. La palabra "Lüftlmalerei" parece originarse de la casa "Zum Lüftl" en Oberammergau, que era la residencia del pintor de fachadas Franz Seraph Zwinck (1748-1792).
El pueblo tiene también una larga tradición en el tallado de madera. Las calles contienen docenas de talleres que venden imágenes religiosas, relojes, juguetes y piezas humorísticas. Además se fabrican localmente los típicos sombreros bávaros.
El turismo es la principal actividad económica del pueblo, siendo una parada casi obligatoria para los turistas que visitan el palacio de Linderhof y el monasterio de Ettal, que están a corta distancia.

## Enlaces externos

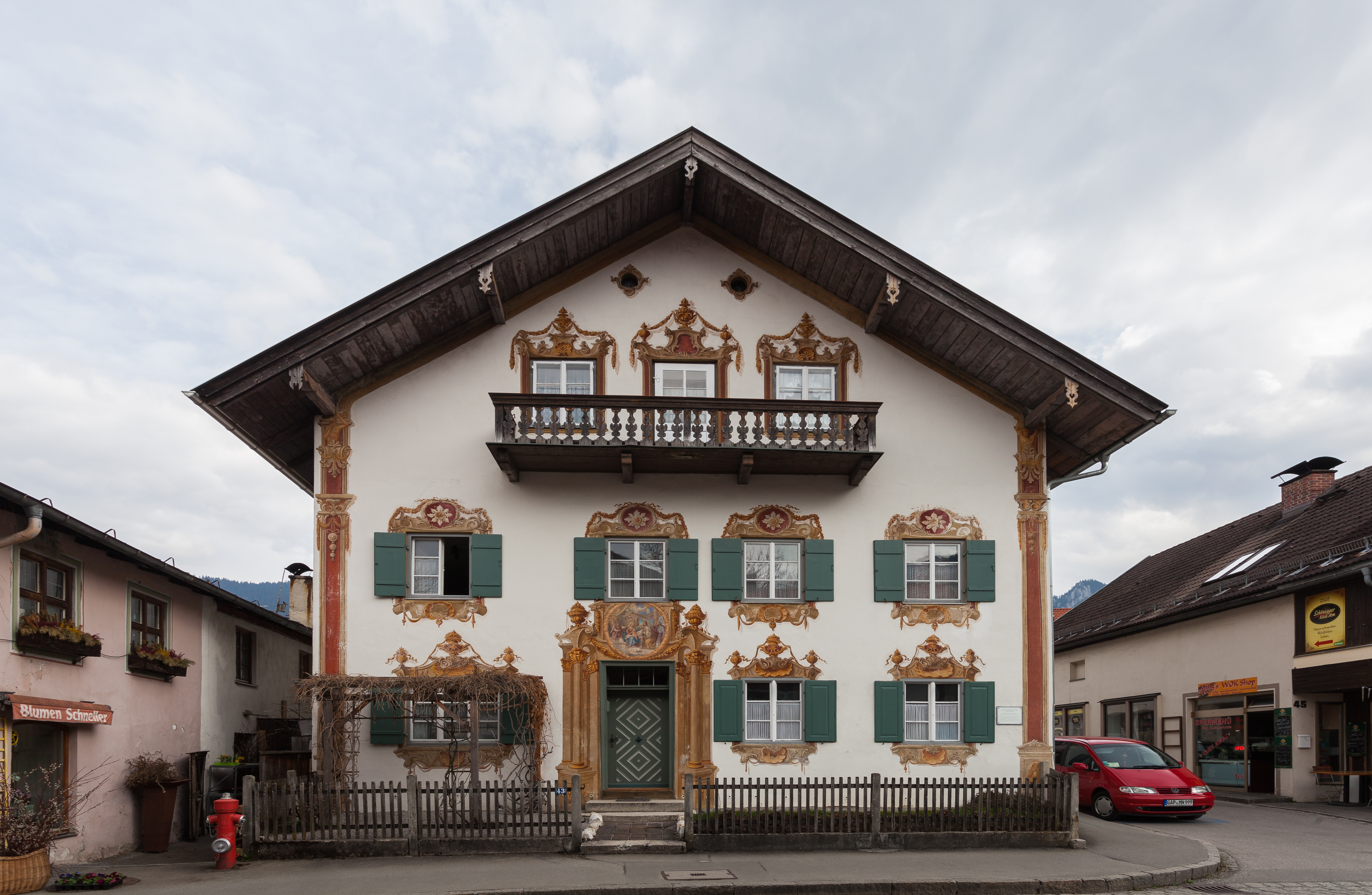
Ejemplo de "Lüftlmalerei" en Oberammergau.